# ゆとりですがなにか
『ゆとりですがなにか』は、2016年4月17日から6月19日まで、日本テレビ系「日曜ドラマ」枠で放送されたテレビドラマ。主演は岡田将生共演に松坂桃李と柳楽優弥。宮藤官九郎のオリジナル脚本をドラマ『ぼくの魔法使い』や映画『舞妓Haaaan!!!』などで宮藤とコンビを組んだ経験のある水田伸生の手でドラマ化した作品。「ゆとり第一世代」にあたる、アラサー世代の青年たちが、社会問題や恋愛に直面し葛藤する姿を描く。
2017年7月2日と7月9日の両日22時30分 - 23時25分にスペシャルドラマ『ゆとりですがなにか 純米吟醸純情編』が放送。また、2017年7月2日の放送終了後からスピンオフドラマ『山岸ですがなにか』が配信された。
2023年10月13日にはテレビドラマの続編の映画『ゆとりですがなにか インターナショナル』が公開された。

## 企画・制作
宮藤官九郎は、このドラマについて「社会人経験ゼロの私が、45才にして初めて挑む社会派ドラマ」と称している。

## ストーリー
食品会社営業マン坂間正和は、「ゆとり世代」と揶揄（やゆ）される29歳だが、居酒屋への出向を命じられ自分よりもさらに下のゆとり世代である後輩・山岸ひろむに振り回されるなど悩み、「レンタルおじさん」の麻生厳に相談する。そこで同い年の小学校教員・山路一豊と知り合い、世代特有の悩みを打ち明け合う仲になる。ある日駅で列車飛び込みが起き、正和は山岸が自殺したのではと心配し駆けつける。結局別人と分かったが、正和は自殺した青年の母・明子と交流を始める。
一方で山岸は正和から受けた注意をパワハラと称して訴訟を盾に正和ら上司を責め、正和は数日間の謹慎処分となる。また正和たちにボッタクリ店を案内した風俗店の呼び込み・道上まりぶが麻生の実子で同い年と知る。正和と一豊はチンピラまがいの彼を迷惑がるも、まりぶは正和の店に通い詰めるようになる。同じころ、一豊の学級では教育実習生の佐倉悦子が突然一豊に告白したり、学級内でのいじめ発生を主張して彼を振り回す。結局いじめではないと判明するが、居酒屋での話し合い上で一豊は悦子と教師一同に責められる。ところが、まりぶがその場に割って入り彼女らの欺瞞を暴き立て、騒ぎは一豊が悦子を教師の先輩として叱咤激励し幕となる。正和は謹慎中実家で家族の悩みを聞き、直属上司で交際相手の宮下茜を含む遊びに来た一同と交流したのち仕事に復帰する。
かたや、悦子の彼氏と称する若者・小暮静磨が、一豊に嫉妬して突然小学校にどなり込む。一豊は童貞であることを学校中にばらされ、授業参観の準備で保護者にクレームを付けられるなど散々な目に遭う。また正和と茜の関係が社内に知られたことを期に二人はぎくしゃくし始め、茜は同じボルダリングジムに通う一豊と対話を深める。同じころ、正和の店に訪れた山岸が店内で問題を起こす。上司たちやまりぶに叱責される山岸を、正和は自殺した青年の仏前に連れてゆく。
ある日、就職活動に悩む妹・ゆとりの行動に不審を抱いた正和は、彼女がまりぶに興味を持ち、彼が店長を任されたガールズバーに勤め始めたことを知って動揺し、麻生に偵察を頼む。また茜と一豊の友情が深まる一方、茜が栄転の話を正和に黙っていたことにショックを受けた彼は、二人のいるボルダリングジムに来て大けがをし仕事に支障をきたす。その後話し合った二人は、茜が仕事と正和との間で揺れる心を明らかにしたあと、正和から別れを告げる。学習障害（LD）を持つ転校生の対応に奔走する一豊を悦子が訪ねるが、彼女が実習を終えて教職を選ばない選択をしたと知った一豊は仕事への悩みをついぶちまけ、甘い雰囲気になるが進展せず終わる。そして正和は、ゆとりがバーを辞めたものの、まりぶが妻子ある身と知らないまま彼と交際を始めたと知る。
正和は自分の行状を父や家庭環境のせいにするまりぶを怒鳴りつけ、ゆとりの就活を考えて内定獲得後に別れるよう彼に命じる。さらに仕事上では、山岸に引き継いだ取引先の野上が契約を同業他社に切り替えつつあると知り、正和は野上を接待し契約を取り戻す。一豊はLD児への対応でその母・奈々江と親しくなったり、茜と旅行に行ったりと「モテ期」がやってくるものの、童貞を失うことへの葛藤があることを正和たちに告白し、茜から聞いた正和への本心を伝える。
ゆとりは内定を獲得し、一安心した正和だが、野上の会社が食中毒を起こしたことが明らかになり、上司・早川の先導で野上の会社を救済すべく手を尽くす。そんな中で茜を訪ねてきたその父・重蔵は二人の破局を知らずに強引に結納を進めようとし、正和たちは家族らの前で別れたことを告白し茜と口論してしまう。そしてまりぶは突然風俗の仕事を辞めて造園業見習いを始める。後日、茜が正式に仙台支店への辞令を受けたと同時に正和はエリアマネージャーに抜擢される。ところが、正和への未練を抱える茜は深酒の勢いで、早川とラブホテルに行き一夜を共にする。
一豊は学校で性教育授業を行うことになるが、童貞の彼に授業が行えるのかと周囲の教師に偏見の目で見られる。そんな時、まりぶとゆとりの関係を知り驚いた一豊が彼に話を聞くと、まりぶはすでにゆとりに別れを告げられたことと、サラリーマンとして不器用ながらも懸命に働く正和の姿に感銘を受け、自分探しの日々に区切りを付けて受験を諦め地道に働き始めたことを語る。その正和は、兄・宗貴夫妻が酒造の家業を辞め農業を始めたいと言いだしたことに母・和代が激怒するなど、家族間の険悪さに悩みつつ仕事に打ち込み、店でのランチ展開を成功させる。そして茜が店で栄転前の挨拶をする場で、正和はこの数か月の仕事でやりがいを得たことを語り、会社を辞め家業を継いで結婚する決意をしたと宣言して茜に求婚、茜はその場で受諾し二人は会社を退職する。しかし坂間家では、兄嫁のみどりが妊娠し宗貴が農業を諦めたと言われ、正和の跡取りへの決意は宙に浮く。一方、まりぶは自分が以前ぼったくり店に案内した職場の先輩から陰湿な嫌がらせを受け喧嘩になり、その勢いで客引きに復帰した店に強制捜査が行われて逮捕され、不法滞在中の内妻ユカは赤子を連れて逃亡する。
麻生はまりぶの異母兄・政伸に弁護を依頼するが、複雑な家庭事情で険悪な仲の兄弟は決裂する。しかし正和らは、これまで付き合ったまりぶの人柄を評価し、ゆとりは留置中のまりぶに手紙を送る。彼らに動かされた政伸の奔走でまりぶは保釈が認められ、その足でユカの件を入国管理局に尋ねに行く。その席上で、まりぶは麻生と取っ組み合いの親子喧嘩をし、思いをさらけ出す。退職後、茜は専業主婦になるべく坂間家で同居を始め、正和は営業として店舗を回るがうまくいかない。
だが挙式が目前に迫ったある日、茜が仕事復帰を望み喪失感にとらわれていると見抜いた正和は元の会社への復職を薦めるが、それを拒絶する茜を問いつめた結果、彼女が早川と関係を持ったことを告白させてしまう。一方、性教育授業を前に混乱する一豊は奈々江、悦子と続けてラブホテルに行くが結局童貞を脱出できず、性欲に振り回される自分に悩みながらも授業の日を迎える。一豊は説明をベテラン教師にフォローしてもらう始末ながら、30歳を前にしても大人になりきれない自分の率直な思いを語り、完璧な大人などいないこと、だからこそ他人の失敗を許せる大人になってほしいというメッセージで授業を終える。
挙式当日、花嫁道中の最中、早川との件に衝撃を受けるも茜に負い目を感じてほしくないと悩む正和はその場を逃げ出し、早川の元へ向かい彼に鉄拳を喰らわす。逃げる途中で正和はユカが偽名で働いているのを発見し、まりぶのアパートに連れ帰り夫と引き合わせる。正和は、彼の現状を知ったまりぶによって強引に結婚披露宴の席へ連れて行かれる。一人で晒し物になりながらも会場で待ち続けた茜は、正和と結婚できなければ独身を貫くと誓い、正和もまた彼女と同じ気持ちを伝える。二人は列席者一同の前でキスを交わし全員の祝福を受ける。後日、新作の日本酒を早川に売り込むことに成功した正和と、レベルを落としながらも大学に合格したまりぶはそれぞれの妻と婚姻届を書き、悦子と交際を始めた一豊は彼らの婚姻の証人となる。

## キャスト

### 主要人物
人物の名・設定は公式相関図などに基づく。
坂間 正和（さかま まさかず）（連続ドラマ、SPドラマ）
演 - 岡田将生
1987年の東京生まれ。郊外（東京都内の端）にある坂間酒造の次男。食品メーカー「みんみんホールディングス」に入社7年目の一般的なサラリーマンで、営業マンだが、出向を命じられ系列の居酒屋「鳥の民高円寺店」店長を勤めながら営業への復帰を目指し、第7話でエリアマネージャーに昇進する。しかし、第8話で茜にプロポーズした後に二人で連名で辞職して、最終話では坂間酒造の営業部長になる。
茜には「まーちん」、妹のゆとりには「お兄」（おにい）と呼ばれている。
山路 一豊（やまじ かずとよ）（連続ドラマ、SPドラマ）
演 - 松坂桃李
1987年の福島郡山生まれ。都内の阿佐ヶ谷南小学校4年2組担任の教師で、生徒からは「やまじー」と呼ばれている。女性経験がないまま20代後半を迎えているが、男女の関係には童貞としての「長年の定点観測」による独特の思想を持ち、自分や相手がセックスによって変わってしまうと考え、それを恐れる気持ちを持つため童貞を捨てる気持ちになれないでいる。一方で自分の性欲に振り回され、性教育授業準備にかこつけてセックスがしたかった内心を自覚する。
SPドラマでは、学年主任になっている。
道上 まりぶ（みちがみ まりぶ）（連続ドラマ、SPドラマ）
演 - 柳楽優弥
1987年の東京生まれ。名門中学に首席合格しながらも、大学受験に失敗し、11浪中。連れ子再婚した麻生と、女優の母・麻生ひとみの間に生まれ、幼少期は神童と呼ばれる秀才だったが、多感な受験時期に実父・麻生が不倫に走り、離婚後の母から異母兄・政伸への対抗心も手伝った受験に対する過剰なプレッシャーを受けたことで挫折した。仕事は風俗店の呼び込みで、正和たちをぼったくりのおっぱいパブに案内したことで彼らと知りあい、正和に渡された「鳥の民高円寺店」のサービス券100枚を使いきるほど連日同店に通い詰める。「おっぱい」を連呼しては正和らの周辺人物に絡み迷惑がられている。
内縁の妻・ユカとの間に娘・セレブが生まれたばかりの一児の父でありながら、ユカに浮気を宣言して、正和の妹・ゆとりのアプローチを受け、既婚者であることを隠して交際する。第4話からガールズバー店長を任されるが、第7話で風俗関係職を辞めて植木職人見習いに。最終話では大学受験するが、東大ではなく「東京中央大学」に合格する。SPドラマでは、就職に向けてOB訪問を始めた。

### みんみんホールディングス
宮下 茜（みやした あかね）（連続ドラマ、SPドラマ）
演 - 安藤サクラ
1987年の佐賀生まれ。正和と同期入社。杉並世田谷地区の店舗統括責任者で、都内で一人暮らしをしている。正和の彼女で、入社以来の7年半にわたり正和とくっついたり離れたりをくりかえす仲であり、社内では彼との関係は伏せている。故郷には父・重蔵と兄・一重（かずしげ）がいる。
連続ドラマでは、エリアマネージャーとしてだけでなく、接客の現場でも「カリスマ店員」と呼ばれるほど仕事は有能だった。仙台支店立ち上げプロジェクトマネージャーへの栄転を打診される。結婚をして幸せになることを望んでおり、第7話で正和からプロポーズを受けた際には大喜びした。その後、父との約束で正和と一緒に会社を辞め、坂間家で同居する。
SPドラマでは妊娠が発覚した。
山岸 ひろむ（やまぎし ひろむ）（連続ドラマ、SPドラマ）
演 - 太賀
1993年生まれ。正和の後輩でゆとり世代ど真ん中の入社2年目。正和の説教に対しパワハラを主張して法的脅迫を含む苛烈な反撃をし、早川には「ゆとりモンスター」と呼ばれているなど相当な問題児である一方、茜の正論には頭があがらない。第2話以降では法的脅迫から正和を見下していたが、自己中心的な態度より逆鱗に触れた鳥の民の常連のまりぶから恫喝を受けて以降から変化が生じ、ドラマ後半に入り、食中毒事件の対応などを放棄して逃げ出してしまう自分を反省し、意気がるか落ち込むかの両極端に陥っていると自己分析し、やがて正和を「優しい先輩」と慕うようになる。第7話で社内異動に伴い鳥の民高円寺店の店長となり、さまざまなミスを連発する。またその後、パワハラキャラを払拭できず「キャラが定まらない」ことに悩むようになり、レンタルおじさん麻生の顧客となる。
SPドラマでは、「鳥の民」の店長兼エリアマネージャー。OB訪問してきた就活生に傲岸ぶりを見せるなど態度自体に変化はないが、まりぶがOB訪問していたことに気づいたときに絶叫したり途端に下手に回るなど、少なからずまりぶに対しては苦手意識があることを窺い知れる。
早川 道郎（はやかわ みちろう）（連続ドラマ、SPドラマ）
演 - 手塚とおる
営業課の上司。冴えない中年に見えるが実はかつて「伝説の営業マン」と呼ばれ、食中毒事件に際しての事態収拾で活躍し正和の尊敬を得る。しかし、妻子がありながら泥酔した茜の誘いに乗り、一夜だけの関係を持つ。最終話ではそれを知った正和に自宅の前で鉄拳制裁を受けることになる。

### 坂間家
坂間 ゆとり（さかま ゆとり）（連続ドラマ、SPドラマ）
演 - 島崎遥香（AKB48）
1995年生まれ。正和の妹で就活中の意識高い系大学生だが、失敗続きで自信を失くす。自分を変えるためにまりぶが店長を務めるガールズバーでバイトを始め、自らアプローチしまりぶが妻子持ちと知らないまま不倫関係となるが、就活を成功させた後には次第に彼への思いが冷め、自ら別れを告げる。逮捕された彼を気遣い、何通かの手紙に「ゆとり世代」としての葛藤と、それでも次世代の人間として大人になろうとする決意をしたためて留置場に送っている。
ある顔文字に似た特徴的な顔立ちをしている。名の由来は「ゆとり世代」とは無関係で、生まれる前、正和が宗貴と一緒に「神様の言うとおり」で彼女の名を選んでいるときに「いうとおり」を「ゆとり」と言い間違えて選んだのが「ゆとり」だったという理由で付けたもの（言い間違えなければ「ばか」か「かば」になるところだった）。
SPドラマでは就職ののち、物語開始前に実家を離れて一人暮らししている。
坂間 和代（さかま かずよ）（連続ドラマ、SPドラマ）
演 - 中田喜子
正和の母。坂間酒造の主である夫を数か月前に亡くす。孫を望んでいない。
坂間 宗貴（さかま むねたか）（連続ドラマ、SPドラマ）
演 - 髙橋洋
正和の兄。亡くなった父の後を継いでいるが、営業などは苦手で妻のみどりには経営に向いていないと評される。
坂間 みどり（さかま みどり）（連続ドラマ、SPドラマ）
演 - 青木さやか
宗貴の妻。喫煙者で明るい性格。妊活中でそのことに悩む日々を送っていたが、第8話で妊娠が判明し、ドラマ終盤で男児を出産し、SPドラマで悟（さとる）と名づけられたことが明らかとなる。

### 阿佐ヶ谷南小学校
佐倉 悦子（さくら えつこ）（連続ドラマ、SPドラマ）
演 - 吉岡里帆
1994年生まれ。教育実習生として、山路のクラスにやってくる。真面目な実習生で生徒たちにも人気を得たが、問題発生に際して内心のやましさを隠すために山路に攻撃的になったことをまりぶに指摘されている。また、大学生の静磨と交際しているにもかかわらず山路に告白し、一旦諦めた教職を再度目指す相談のため円山と会うなど彼らを振り回す。第7話から「鳥の民」のアルバイトとして勤務する。SPドラマでは教育実習が終了し、阿佐ヶ谷南小学校を去っている。また最終話では山路と交際を始めるもSPドラマでは「常識がない」と一方的に別れてしまい（既に他の男性に鞍替えしている描写がある）、これが山路が学校を退職してしまう一因となってしまった。
太田（おおた）（連続ドラマ、SPドラマ）
演 - 小松和重
学年主任（連ドラ時）。5年2組担任（SPドラマ）。
円山（まるやま）（連続ドラマ、SPドラマ）
演 - 加藤諒
体育科教師。一豊とは悦子をめぐる関係もあって仲が良くなく、彼から一方的に（人畜無害な振りをして女子に近づく）「ファッション童貞」のレッテルを貼られていたが、実際は16歳で先輩の彼女を略奪して初体験している。
藤原 節子（ふじわら せつこ）（連続ドラマ、SPドラマ）
演 - 原扶貴子
教頭。
島本（しまもと）（連続ドラマ、SPドラマ）
演 - 菊池美里
教師。

### 『鳥の民』高円寺店
村井（むらい）（連続ドラマ、SPドラマ）
演 - 少路勇介
アルバイトリーダー。正和の部下だが、店舗業務に不慣れな彼など社員出身の店長に対しては実質的指導役にあたる。
中森（なかもり）（連続ドラマ、SPドラマ）
演 - 矢本悠馬
アルバイト。

### 山路家
山路 豊（やまじ ゆたか）
演 - 鈴木正幸（SP）
山路の父。
山路 真実（やまじ まみ）
演 - 梅沢昌代（SP）
山路の母。

### その他
舎弟 / 豊臣 吉男（とよとみ よしお）（連続ドラマ、SPドラマ）
演 - 長村航希
まりぶの舎弟。金髪で自称フェミニスト。利き酒が趣味で、最終話では坂間酒造が募集した営業職の面接にやってくる。公式サイトの相関図で一貫して「舎弟」と記述されており、本名は最終話で判明する。
SPドラマでは坂間酒造の従業員になり、頭髪も黒髪に変更している。また坂間酒造に対する誇りも人一倍強い。
道上 ユカ（みちがみ ユカ）（連続ドラマ、SPドラマ）
演 - 瑛蓮
まりぶの内縁の妻。ユカの名は偽名で入国管理局が把握する中国名は胡 冰鈴（フー・ビンリン）であるが、それが本名であるかもわからない。中国語混じりの片言の日本語で話し、スーパーの値下げを厳しくチェックする主婦。まりぶの浮気に悩まされている。元は爆買いツアーでやってきた外国人。日本で出産した娘・セレブの出生届は受理されたものの婚姻届も未提出の上、パスポートの期限は切れてオーバーステイしている。日本で出産したため定められた手続きを取れば滞在を続けられるのだが、まりぶの法律に関する無知のためにそれを知らず、第8話でまりぶが暴行罪で逮捕された際に、入管が来たことを知って母子とともに行方を暗ます。逃亡中は専門学生の「吉田よしえ」の偽名で牛丼チェーンで働いていたが、最終話で偶然結婚披露宴から逃げ込んだ正和に発見され、のちに一豊の婚姻証人を経て正式にまりぶの妻となった。
SPドラマでは別の飲食店でアルバイトを開始しているが、日本と中国での食文化の違い（餃子は中国で食べるのは水餃子か蒸餃子のみのほか、エビチリは中国では食べない）などを激しく指摘しており、これがまりぶが中国への留学を決意させる一因となる。
小暮 静磨（こぐれ しずま）
演 - 北村匠海（DISH//）
悦子の彼氏。オーバーオールとファッションメガネを愛用する。一豊と悦子の仲を疑い小学校に怒鳴り込むなど嫉妬深く、また土足で職員室にノック無しで殴り込んだりデリカシーの欠けた発言を乱発するほか、一豊に向けて校内全体に響き渡るほどの怒声で「童貞は黙ってろ!!」と叫ぶなど非常識な言動が多い。なお、一豊の存在および童貞だということを悦子の携帯を盗み見して暗証番号の解除および予測変換を用いてLINEでのメッセージを解明・復元しており、一豊から相談を受けたまりぶからは「万葉集を解読するよりも難しい」と評された。
その後悦子の携帯から一豊に電話して罵倒する嫌がらせをしたり、自分の浮気が原因で悦子に振られて以降も執着し付きまとう。ただし一豊からの説教は素直に聞くようになり、悦子と円山の交際を知ってから一豊とは「一時休戦」となる。最終話では身なりを整え、次年度の教育実習生として阿佐ヶ谷南小学校にやってくる。
田之口 明子（たのぐち あきこ）
演 - 真野響子
列車飛び込み自殺した青年の母。世話好きで料理上手。正和を気に入り、彼に紹介された山岸とも親しくなる。
江口（えぐち）
演 - 桜井聖
課長。
朝倉（あさくら）
演 - 大西武志
山岸がパワハラ問題の際に雇った弁護士。
若山 奈々江（わかやま ななえ）
演 - 石橋けい
学習障害（LD）を持つ転校生・大悟（だいご）の母でシングルマザー。夜勤の看護師をしている。大悟のLDを受け入れられない夫と不仲になり、前の学校の若い男性教師と不倫関係になったため離婚した。性教育に悩む一豊をラブホテルに誘う。
麻生ひとみ（あそう ひとみ）
演 - 古手川祐子
まりぶの母。女優。「鳥の民」にずっと貼ってある酒「多摩美人」の宣伝ポスターと回想シーンのみに登場。
デビュー作の朝ドラ『かっぽれちゃん』ヒロインと前述のポスターモデルとして顔を知られている。「バブルの残りカスみてえな不動産野郎」（村井の言）である麻生と結婚し、彼の連れ子・政伸と実子・まりぶを分け隔てなく育てようとしたもののうまくいかず、麻生の不倫が原因で離婚。
野上（のがみ）（連続ドラマ、SPドラマ）
演 - でんでん
正和の取引先で、食材を提供している仕出し弁当会社の社員。久留米市出身。会社同士の付き合いより人との付き合いをモットーとして正和らに接する気さくな熟年男性だが、水商売の接待に弱く取引を他社に乗り換えようとし、結果食材の管理を怠り食中毒事件を引き起こす。以後は水商売接待を受けず、正和らの恩義に応えて協力をする。
麻生 厳（あそう いわお）（連続ドラマ、SPドラマ）
演 - 吉田鋼太郎
1961年生まれ。フリーカウンセラーとして活躍する傍ら、レンタルおじさんとして様々な人々の相談に乗る男性で、まりぶの実父。話し相手としては正和らも認める有能さで、ゆとりや山岸などの相手も務めるが、自分の家庭生活は破綻していて結婚離婚を4、5回繰り返しており、まりぶの母と離婚後若い女性と再婚し3歳の息子を儲けている。本姓は道上だが息子に迷惑がかかるという理由で元妻・麻生の姓を名乗っている。
SPドラマでは、道上巌に名を改め、不動産コンサルティングマスターをしており、坂間家に物件を紹介した。

### ゲスト
演者横の括弧内は出演回。
宮下 重蔵（みやした しげぞう）
演 - 辻萬長（第7話・最終話）
佐賀在住の茜の父で、団塊の世代。地元の名士的存在を自負するが、実際は妻が他界後に気落ちし、地元のスクールバス運転手を引き受けるも事故を起こすなどしている。娘の茜に対して結婚後家庭に入らせることが相手の男性の責任だと考える、やや保守的な態度を押し付け、ゆとり世代である正和の頼りない態度を気に入らないが、結納騒動を引き起こした後には、若者世代に脅威を感じるゆえに「ゆとり世代」などのレッテル貼りをしなければ向き合えないという年寄りとしての心情を正和に語る。
植木職人
演 - 半海一晃（第7話・第8話・最終話）
まりぶを見習いとして雇う。
道上 政伸（みちがみ まさのぶ）
演 - 平山浩行（第9話）
まりぶの異母兄（麻生と別の元妻の息子）で、職業は弁護士。正和らに合う際も耳にヘッドセットを付け仕事の電話をしている。少年期は父の連れ子として家庭内での扱いの複雑さから、影で自分より出来のいいまりぶをいじめていて不仲だった。父に頼まれてまりぶの弁護を担当する。
笠木 久美（かさき くみ）
演 - 蒼井優（SP）
山路の郡山での中学の同級生。
笠木 未来（かさき みく）
演 - 新井美羽（SP）
久美の娘。
富田
演 - 清野菜名（SP）
人材派遣会社の営業担当。
正和、山路、まりぶ（ゆとり世代）より年下の世代であるさとり世代。
就活生
演 - 松本享恭、中田圭祐、笠松将（SP）
まりぶとともに山路の元へとOB訪問してきた。
若者
演 - 小笠原覚
仲間
演 - ピンボケたろう

## スタッフ
- 脚本 - 宮藤官九郎
- 音楽 - 平野義久
- 主題歌 - 感覚ピエロ「拝啓、いつかの君へ」（JIJI RECORDS）[11] - ※バンドはオープニングタイトルバックにも登場。
- 挿入歌 - 感覚ピエロ「O・P・P・A・I」（JIJI RECORDS）[12]
- チーフプロデューサー - 伊藤響
- プロデューサー - 枝見洋子、茂山佳則（AX-ON）
- 演出 - 水田伸生、相沢淳、鈴木勇馬
- 製作協力 - 日テレアックスオン
- 製作著作 - 日本テレビ

## 放送日程
| 各話                                                                        | 放送日  | サブタイトル                       | 演出     | 視聴率 |
| --------------------------------------------------------------------------- | ------- | ---------------------------------- | -------- | ------ |
| 第1話                                                                       | 4月17日 | 会社辞めまぁす                     | 水田伸生 | 9.4%   |
| 第2話                                                                       | 4月24日 | あんたの正義は一体なんだ?          | 水田伸生 | 8.9%   |
| 第3話                                                                       | 5月01日 | 友達になりたくて                   | 相沢淳   | 7.1%   |
| 第4話                                                                       | 5月08日 | 僕に勇気を下さい                   | 水田伸生 | 7.9%   |
| 第5話                                                                       | 5月15日 | 抱きつきたかった                   | 水田伸生 | 8.4%   |
| 第6話                                                                       | 5月22日 | 僕達を変える現実                   | 鈴木勇馬 | 8.3%   |
| 第7話                                                                       | 5月29日 | 恋人達の賞味期限                   | 水田伸生 | 8.9%   |
| 第8話                                                                       | 6月05日 | 正義のプロポーズ                   | 相沢淳   | 8.0%   |
| 第9話                                                                       | 6月12日 | 愛する家族の為に                   | 水田伸生 | 7.9%   |
| 最終話                                                                      | 6月19日 | 思春期の新郎新婦…俺に一発殴らせろ! | 水田伸生 | 9.3%   |
| 平均視聴率 8.4%（視聴率はビデオリサーチ調べ、関東地区・世帯・リアルタイム） |         |                                    |          |        |

## 受賞歴
- 第4回コンフィデンスアワード・ドラマ賞[14]
  - 主演男優賞（岡田将生）
  - 助演男優賞（柳楽優弥）
  - 脚本賞（宮藤官九郎）
- 第89回ザテレビジョンドラマアカデミー賞[15]
  - 助演男優賞（柳楽優弥）
  - 脚本賞（宮藤官九郎）
- 東京ドラマアウォード 2016[16]
  - 作品賞（連続ドラマ） 優秀賞
- コンフィデンスアワード・ドラマ賞 年間大賞 2016[17]
  - 審査員特別賞（岡田将生、松坂桃李、柳楽優弥）
- 平成28年度（第67回）芸術選奨文部科学大臣賞
  - 放送部門（宮藤官九郎、本作品の成果による）[18][19]
- 2017年日本民間放送連盟賞
  - テレビドラマ種目 優秀賞[20]

## スピンオフドラマ
『山岸ですがなにか』は2017年にHuluで配信されたスピンオフドラマ。1話14～15分で全4話。劇中劇の設定で、人物が出演者（本人役）として演じており、劇中役としても演じている。

### キャスト（スピンオフ）
- 山岸ひろむ - 太賀
- 須藤冬美 - 佐津川愛美
- プロデューサー - 猫背椿
- 脚本家 - 中山祐一朗
- ディレクター - 伊達暁
- 村井 - 少路勇介
- 中森 - 矢本悠馬
- 野上 - でんでん
- 笠木未来 - 新井美羽
- 道上まりぶ - 柳楽優弥
- 山路一豊 - 松坂桃李
- 坂間正和 - 岡田将生

### スタッフ（スピンオフ）
- 原作 / 脚本 - 宮藤官九郎
- プロデューサー - 水田伸生、枝見洋子、沖野尚之
- 監督 / 演出 - 鈴木勇馬
- 配信 - Hulu
- チャンネル - 日テレオンデマンド

### 配信日
- 第1話：7月2日
- 第2話：7月9日
- 第3話：7月16日
- 第4話：7月23日

## 映画
『ゆとりですがなにか インターナショナル』のタイトルで、2023年10月13日に公開された。制作の経緯は松坂が『ハングオーバー!シリーズ』を視聴中に登場人物が本作品の主要人物の3人との類似に気付き、それ以降は本作品の3人にしか見えなくなり、視聴後に宮藤に「これをゆとりでやったら行けるんじゃないか」と雑談程度の温度感で相談したことが起因している。

### キャスト（映画）
- 坂間正和：岡田将生[22]
- 山路一豊：松坂桃李[22]
- 道上まりぶ：柳楽優弥[22]
- 宮下茜：安藤サクラ[24]
- 山岸ひろむ：仲野太賀[24]
- 佐倉悦子：吉岡里帆[24]
- 坂間ゆとり：島崎遥香[24]
- 早川道郎：手塚とおる[25]
- 坂間宗貴：髙橋洋[24]
- 坂間みどり：青木さやか[24]
- 須藤冬美：佐津川愛美[25]
- 中森：矢本悠馬[25]
- 円山ちひろ：加藤諒[25]
- 村井：少路勇介[25]
- 豊臣吉男：長村航希[25]
- 太田実：小松和重[25]
- 平田：加藤清史郎[25]
- 小野：新谷ゆづみ[25]
- 脇田：林家たま平[25]
- アンソニーの父：厚切りジェイソン[25]
- 年配の警官：徳井優[25]
- 山路のデート相手：佐久間由衣[26]
- 藤原節子：原扶貴子
- 島本：菊池美里
- 道上ユカ：瑛蓮[27]
- 行平あい佳[28]
- 大森（市役所子育て支援係）：山口森広[29]
- 弁護士：山岸門人[30]
- 女性を無理やりタクシーに乗せようとするオヤジ - おかやまはじめ [31]
- DJポリス：一色洋平[32]
- 警官：田村健太郎[33]
- 店員：キムジニ
- 坂間栞：泉谷星奈[34]
- 坂間萌：宇野澪華[34]
- 坂間悟：加藤叶和[35]
- 道上セレブ：鈴木凛子[36]
- 道上おらふ：國分湧大[34]、山﨑晴[37]
- トンチャイ：シカマサード
- アンソニー：Lucas Tenfeldt
- トンチャイの母：志摩マキ[38]
- アンソニーの母：イザベル・コスクユエラ
- 橋本亜矢：宮内星莉[39]
- 小池美智：宮地美然[40]
- 関佳奈子：岩本佳子[41]
- 土屋杏奈：長谷川晏[42]
- アキッレ：パオロ[43]
- ロブ：B.T.
- ダーシャ：BINITA
- エヴァ：シモネ[44]
- 田辺：辻岡甚佐[45]
- 中島：武藤潤[46]
- 秋山：渡邉蒼[47]
- 坂間父：並樹史朗（写真）
- 川添野愛[48]
- 柳谷参助[49]
- 剛州
- 候偉
- 桑島結柚花
- ジョンジョンミ
- 郵便局員：谷麻帆[50]
- 真田：植松俊[51]
- チェ・シネ（崔信惠）：木南晴夏[25]
- 望月かおり：上白石萌歌[25]
- 服部一幸：吉原光夫[25]
- 野上：でんでん[25]
- 坂間和代：中田喜子[24]
- 麻生厳：吉田鋼太郎[24]

### スタッフ（映画）
- 脚本：宮藤官九郎[22]
- 監督：水田伸生[22]
- 音楽：平野義久
- 主題歌：感覚ピエロ「ノンフィクションの僕らよ」（JIJI INC.）
- 製作：澤桂一、松本達夫、市川南、宮本典博、藤本鈴子、加藤幸二郎
- エグゼクティブプロデューサー：飯沼伸之、田中宏史
- プロデューサー：藤村直人、仲野尚之
- ラインプロデューサー：宿崎恵造
- 監督補：相沢淳
- 撮影：中山光一（J.S.C.）
- 照明：市川徳充
- 録音：鶴巻仁
- 美術：内田哲也
- VFXスーパーバイザー：オダイッセイ
- 編集：和田剛
- スクリプター：阿保知香子
- 制作担当：近藤博
- 配給：東宝[22]
- 制作プロダクション：日テレアックスオン
- 製作幹事：日本テレビ放送網[22]
- 製作：「ゆとりですがなにか」製作委員会（日本テレビ放送網、東宝、読売テレビ放送、バップ、日テレアックスオン、札幌テレビ放送、宮城テレビ放送、静岡第一テレビ、中京テレビ放送、広島テレビ放送、福岡放送、日本テレビ系全国22社）